# Enrique José Parravano Marino
Enrique José Parravano Marino es un obispo católico y ejerce como obispo de la diócesis de Maracay desde el 19 de julio de 2019 que fue nombrado por el Papa Francisco.

## Biografía[2]
Nació en Turmero el 8 de noviembre de 1955. 
Recibió el sacramento del Bautismo en la Parroquia Ntra. Sra. de la Candelaria de Turmero el 8 de diciembre de 1955. 
Su primera Comunión la realizó en la misma parroquia el 19 de marzo de 1964. 

### Estudios y títulos obtenidos
- Seminario menor Salesiano, San María de los Teques, en el año 1968.
- Entró en el noviciado salesiano de "San Antonio de los Altos" en 1973.
- Estudió Filosofía en los Teques
- Sus estudios de Teología en el Seminario Mayor de la Vega - Caracas.
- Realizó su formación en el Instituto Teológico de San Pablo, Brasil, donde termina sus estudios teológicos.
- En 1984 inició sus estudios de Educación, en Puerto La Cruz, obteniendo el título de Profesor en Educación Integral en el año 1989.
- Especialista en Pastoral, por la universidad Pontificia Salesiana, Roma.

### Salesiano y Sacerdote
Hizo su profesión perpetua en la Sociedad Salesiana de San Juan Bosco el 30 de agosto de 1980, el 18 de diciembre de 1982 fue ordenado Diácono por Mons. José Vicente Henríquez, en la parroquia San Juan Bosco de Altamira. Es Ordenado Presbítero el 14 de enero de 1984 por Mons. José Vicente Henríquez en su parroquia natal "Ntra Sra de la Candelaria" de Turmero.

#### Cargos
- Animador de Pastoral en el Colegio Pío XII de Puerto La Cruz y vicario cooperador de la Santa Cruz (1984 - 1989)
- Superior local y director del Colegio San Luis en Mérida. (1989 -1998)
- Superior local del Centro Juvenil Don Bosco en Boleíta. (1999- 2004)
- Párroco en la Parroquia María Auxiliadora en Boleíta. (2001 - 2004)
- Arcipreste de la California - Caracas.  (2001 - 2004)
- Ecónomo provincial, Casa Provincial Salesiana en Caracas (2004 - 2009)
- Superior local del Centro Juvenil Don Bosco en Boleíta y párroco de la Parroquia María Auxiliadora Boleita. (2009 - 2015)
- Arcipreste de la California - Caracas.  (2009 - 2015)
- Párroco de la Parroquia San Juan Bosco de Altamira. (2015 - 2016).

#### Idiomas
Castellano, italiano y Portugués.

## Episcopado

### Obispo auxiliar de Caracas
El 27 de abril de 2016, el Papa Francisco lo nombró obispo titular de la Sede Episcopal de Isola y obispo auxiliar de la arquidiócesis de Caracas.
Fue ordenado obispo el sábado 9 de julio de 2016, en el templo parroquial de Don Bosco de Altamira.
Consagrante principal:
. Cardenal Jorge Liberato Urosa Savino Arzobispo de Caracas.
Consagrantes asistentes:
Excmo. Mons. Fernando José Castro Aguayo, obispo de Margarita
Excmo. Mons. Luis Antonio Secco, obispo de Willemstad.

### Obispo de Maracay
El 19 de julio de 2019, el Papa Francisco lo nombró VI obispo de la diócesis de Maracay.